# Đội tuyển bóng đá quốc gia Dominica
Đội tuyển bóng đá quốc gia Dominica là đội tuyển cấp quốc gia của Dominica do Hiệp hội bóng đá Dominica quản lý.

## Thành tích tại giải vô địch thế giới
- 1930 đến 1994 - Không tham dự
- 1998 đến 2022 - Không vượt qua vòng loại

## Cúp Vàng CONCACAF
- 1991 - Không tham dự
- 1993 đến 2002 - Không vượt qua vòng loại
- 2003 - Bỏ cuộc
- 2005 đến 2017 - Không vượt qua vòng loại

## Đội hình
Đây là đội hình tham dự vòng loại World Cup 2022 gặp Anguilla và Barbados vào tháng 6 năm 2021.
Tính đến ngày 2 tháng 6 năm 2021

| Số | VT | Cầu thủ           | Ngày sinh (tuổi)  | Trận | Bàn | Câu lạc bộ                |
| -- | -- | ----------------- | ----------------- | ---- | --- | ------------------------- |
|    | TM | Donte Newton      | 17 tháng 2, 1999  | 0    | 0   | Unknown                   |
|    | TM | Raleighson Pascal | 31 tháng 7, 1990  | 0    | 0   | Unknown                   |
|    | TM | Glenson Prince    | 17 tháng 9, 1987  | 64   | 0   | Phare Petit-Canal         |
|    |    |                   |                   |      |     |                           |
|    | HV | Euclid Bertrand   | 23 tháng 7, 1974  | 31   | 0   | Dublanc                   |
|    | HV | Malcolm Joseph    | 10 tháng 10, 1993 | 43   | 1   | Portsmouth Bombers        |
|    | HV | Sidney Lockhart   | 8 tháng 3, 1996   | 26   | 0   | Morvant Caledonia United  |
|    | HV | Kassim Peltier    | 7 tháng 9, 1998   | 3    | 0   | Harlem United             |
|    | HV | Ajaya Royer       | 4 tháng 9, 1997   | 8    | 0   | Dublanc                   |
|    | HV | Erskim Williams   | 21 tháng 10, 1994 | 16   | 0   | Portsmouth Bombers        |
|    |    |                   |                   |      |     |                           |
|    | TV | Chad Bertrand     | 19 tháng 12, 1986 | 47   | 4   | Solidarité-Scolaire       |
|    | TV | Fitz Jolly        | 16 tháng 3, 1999  | 2    | 0   | Bath Estate               |
|    | TV | Briel Thomas      | 25 tháng 11, 1994 | 38   | 3   | W Connection              |
|    | TV | Triston Sandy     |                   | 1    | 0   | Portsmouth Bombers        |
|    | TV | Kelrick Walter    | 6 tháng 11, 1989  | 23   | 3   | Bath Estate               |
|    |    |                   |                   |      |     |                           |
|    | TĐ | Reon Cuffy        | 17 tháng 1, 1999  | 3    | 0   | East Central              |
|    | TĐ | Javid George      | 14 tháng 6, 1998  | 14   | 0   | Sagicor South East United |
|    | TĐ | Travist Joseph    | 23 tháng 5, 1994  | 23   | 2   | Dublanc                   |
|    | TĐ | Audel Laville     | 14 tháng 9, 2002  | 7    | 2   | Harlem United             |
|    | TĐ | Darryl Longdon    | 8 tháng 11, 2000  | 2    | 0   | FC Tucson                 |
|    | TĐ | Julian Wade       | 12 tháng 7, 1990  | 39   | 17  | Solidarité-Scolaire       |

### Triệu tập gần đây
| Vt | Cầu thủ            | Ngày sinh (tuổi)  | Số trận | Bt | Câu lạc bộ               | Lần cuối triệu tập              |
| -- | ------------------ | ----------------- | ------- | -- | ------------------------ | ------------------------------- |
| TM | Tafari Elie        | 16 tháng 12, 1999 | 0       | 0  | Cầu thủ tự do            | vs. Panama, 28 tháng 3 năm 2021 |
| TM | Dion Laurent       | 27 tháng 12, 1990 | 1       | 0  | Middleham United         | vs. Panama, 28 tháng 3 năm 2021 |
|    |                    |                   |         |    |                          |                                 |
| HV | Gylles Mitchel     | 16 tháng 12, 1997 | 8       | 0  | Louisiana State Generals | vs. Panama, 28 tháng 3 năm 2021 |
|    |                    |                   |         |    |                          |                                 |
| TV | Anfernee Frederick | 23 tháng 1, 1996  | 21      | 2  | Bath Estate              | vs. Panama, 28 tháng 3 năm 2021 |
| TV | Arlington Fritz    | 2 tháng 12, 1990  | 6       | 0  | Dublanc                  | vs. Panama, 28 tháng 3 năm 2021 |
|    |                    |                   |         |    |                          |                                 |
| TĐ | Jamie Parillon     | 10 tháng 12, 1994 | 12      | 0  | Portsmouth Bombers       | vs. Panama, 28 tháng 3 năm 2021 |
| TĐ | Randolph Peltier   | 16 tháng 9, 1982  | 20      | 4  | Pointe Michel            | vs. Panama, 28 tháng 3 năm 2021 |